# Praslin (Aube)
Pour les articles homonymes, voir Praslin.
Praslin est une commune française, située dans le département de l'Aube en région Grand Est.

## Géographie
|          | Lantages |                       |
| Chaource | Praslin  | Villiers-sous-Praslin |
| Pargues  |          | Arrelles              |

### Hydrographie

#### Réseau hydrographique
La commune est dans la région hydrographique « la Seine de sa source au confluent de l'Oise (exclu) » au sein du bassin Seine-Normandie. Elle est drainée par la Marve, le Fossé 01 de la Cordelière, le ru de la Fontaine Theumee et le ru des Genievres,.
La Marve, d'une longueur de 20 km, prend sa source dans la commune d'Arthonnay et se jette  dans l'Hozain à Lantages, après avoir traversé six communes.

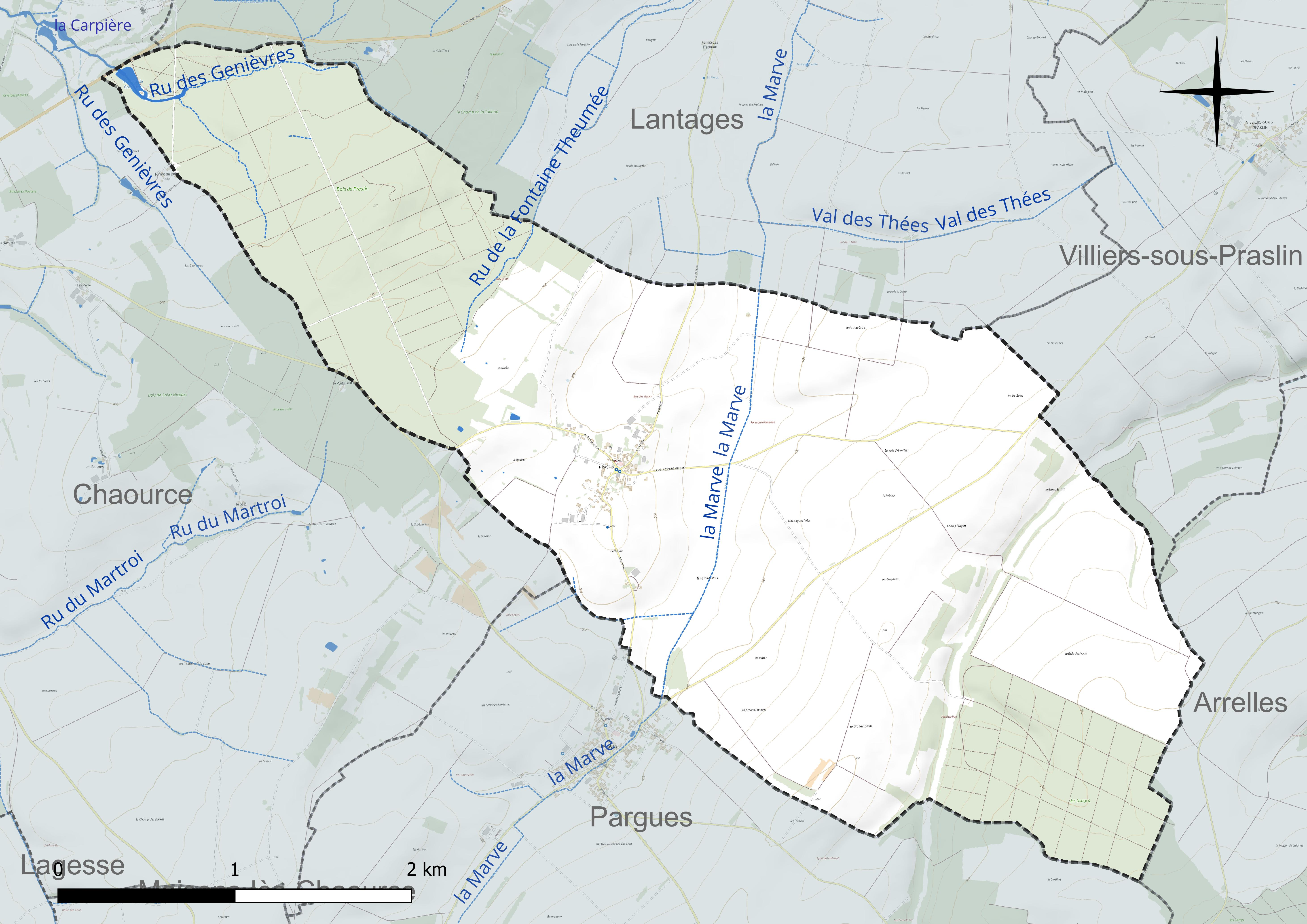
Réseau hydrographique de Praslin.

Un plan d'eau complète le réseau hydrographique : l'étang de la Cordelière (1,3 ha),.

#### Gestion et qualité des eaux
Le territoire communal est couvert par le schéma d'aménagement et de gestion des eaux (SAGE) « Armançon ». Ce document de planification concerne le territoire du bassin versant de l'Armançon qui s’étend sur 3 100 km2 et se répartit sur trois départements (l'Aube, l'Yonne et la Côte-d'Or). Il a été approuvé le 6 mai 2013. La structure porteuse de l'élaboration et de la mise en œuvre est le syndicat mixte du bassin versant de l'Armançon (SMBVA).
La qualité des cours d’eau peut être consultée sur un site dédié géré par les agences de l’eau et l’Agence française pour la biodiversité.

### Climat
Pour des articles plus généraux, voir Climat du Grand Est et Climat de l'Aube.
En 2010, le climat de la commune est de type climat océanique dégradé des plaines du Centre et du Nord, selon une étude du Centre national de la recherche scientifique s'appuyant sur une série de données couvrant la période 1971-2000. En 2020, Météo-France publie une typologie des climats de la France métropolitaine dans laquelle la commune est exposée à un climat océanique altéré et est dans la région climatique Lorraine, plateau de Langres, Morvan, caractérisée par un hiver rude (1,5 °C), des vents modérés et des brouillards fréquents en automne et hiver.
Pour la période 1971-2000, la température annuelle moyenne est de 10,4 °C, avec une amplitude thermique annuelle de 15,7 °C. Le cumul annuel moyen de précipitations est de 785 mm, avec 11,8 jours de précipitations en janvier et 8,1 jours en juillet. Pour la période 1991-2020, la température moyenne annuelle observée sur la station météorologique de Météo-France la plus proche, « Celles-sur-ource », sur la commune de Celles-sur-Ource à 15 km à vol d'oiseau, est de 11,4 °C et le cumul annuel moyen de précipitations est de 747,2 mm. 
La température maximale relevée sur cette station est de 40,6 °C, atteinte le 25 juillet 2019 ; la température minimale est de −15 °C, atteinte le 1er mars 2005,,.
Les paramètres climatiques de la commune ont été estimés pour le milieu du siècle (2041-2070) selon différents scénarios d'émission de gaz à effet de serre à partir des nouvelles projections climatiques de référence DRIAS-2020. Ils sont consultables sur un site dédié publié par Météo-France en novembre 2022.

## Urbanisme

### Typologie
Au 1er janvier 2024, Praslin est catégorisée commune rurale à habitat dispersé, selon la nouvelle grille communale de densité à 7 niveaux définie par l'Insee en 2022.
Elle est située hors unité urbaine. Par ailleurs la commune fait partie de l'aire d'attraction de Troyes, dont elle est une commune de la couronne,. Cette aire, qui regroupe 209 communes, est catégorisée dans les aires de 200 000 à moins de 700 000 habitants,.

### Occupation des sols
L'occupation des sols de la commune, telle qu'elle ressort de la base de données européenne d’occupation biophysique des sols Corine Land Cover (CLC), est marquée par l'importance des territoires agricoles (66,7 % en 2018), une proportion sensiblement équivalente à celle de 1990 (66,3 %). La répartition détaillée en 2018 est la suivante : 
terres arables (59,3 %), forêts (25,7 %), prairies (7,2 %), milieux à végétation arbustive et/ou herbacée (5,5 %), zones urbanisées (2,2 %), zones agricoles hétérogènes (0,2 %). L'évolution de l’occupation des sols de la commune et de ses infrastructures peut être observée sur les différentes représentations cartographiques du territoire : la carte de Cassini (XVIIIe siècle), la carte d'état-major (1820-1866) et les cartes ou photos aériennes de l'IGN pour la période actuelle (1950 à aujourd'hui).

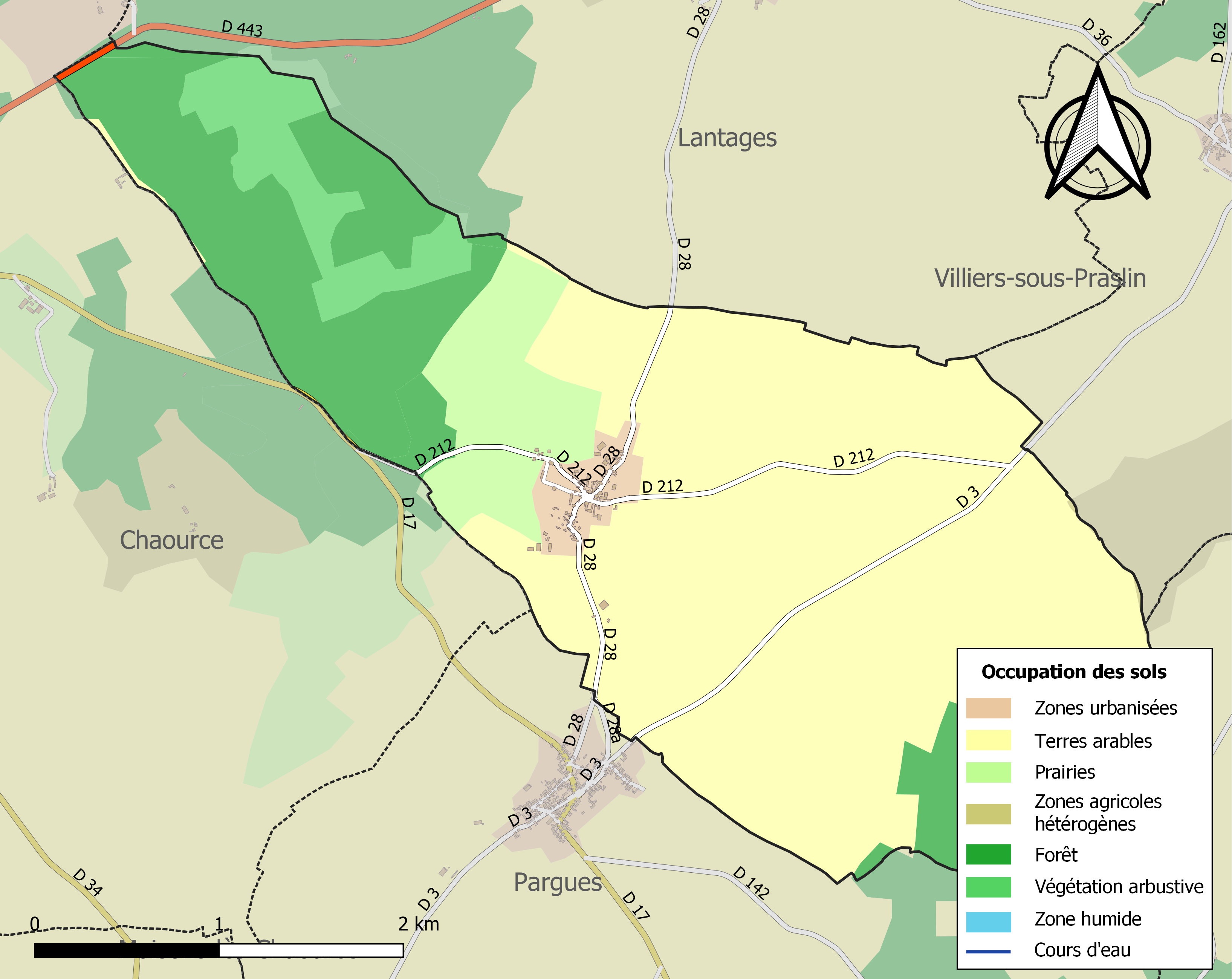
Carte des infrastructures et de l'occupation des sols de la commune en 2018 (CLC).

## Histoire
Le village est cité fin XIe siècle ou début XIIe siècle dans une donation de Ancher II qui cédait l'alleu qu'il avait à Praslin à l'abbaye de Molesme ; dame Bellez de Praslin faisait de même. Il passait au XIIIe siècle aux sires de Plancy (bienfaiteurs de l'abbaye de Molesme, aussi sires de Bragelonne un peu au sud de Praslin). En 1789, le village dépendait de l'intendance et de la généralité de Châlons, de l'élection de Bar-sur-Aube (tout en étant seulement à une quinzaine de km au sud-ouest de Bar-sur-Seine) et du bailliage de Troyes.
Comme biens communaux en 1640 il est à citer un bois de deux cents arpents appelé les Vaux.
Le village a subi le 14 juin 1940, un violent bombardement par l'aviation allemande, qui détruisit plusieurs habitations et fit une dizaine de victimes.

### Le Château
Il est cité une domus fortis en 1250 qui était tenue par Jacques de Plancy. En 1474, le château fut repris sur le parti bourguignon par le roi de France. Il était une résidence régulière des seigneurs de Praslin, François de Choiseul en 1690.
Le château des seigneurs de Praslin a été confisqué et vendu comme bien national en plusieurs lots ; il devait être démoli pour le 21 brumaire An III. Il n'en reste rien, sinon une butte, que l'on peut évaluer à 8 000 m3 (la « motte », allusion aux mottes castrales), au centre du village, recouvrant les massives fondations et les souterrains comblés. On remarque néanmoins encore aujourd'hui sur un mur des communs donnant sur la place du village, les armoiries des familles de/du Plessis et de Choiseul (car Marguerite de Plancy († ap. 1331), fille de Jean II de Plancy, épouse Guillaume II de Grancey, seigneur de Larrey ; dans le 2e moitié du XVe siècle, Ferry de Grancey sire de Praslin épouse sans postérité Jeanne du Plessis, qui, héritière de son mari, lègue finalement ses biens à son neveu Nicolas de Choiseul ; Nicolas de Choiseul était le fils cadet de Pierre Gallehaut de Choiseul († 1510) et de Françoise du Plessis, dame du Plessis et de Chevigny, la sœur aînée de Jeanne, et il avait pour frère aîné Jean de Choiseul : cf. l'article Jaucourt de Villarnoult ; des deux frères Jean et Nicolas de Choiseul viennent les Choiseul-Praslin, à partir du XVIe siècle).
Un atelier monétaire illégal fut découvert dans les souterrains du château de Praslin au XIXe siècle où l'on frappait des monnaies d'Henri III datées de 1580 et 1581.

## Politique et administration
| Période                                  | Période  | Identité                                               | Étiquette | Qualité     |
| ---------------------------------------- | -------- | ------------------------------------------------------ | --------- | ----------- |
| avant 1995                               | ?        | Mme Solange Pescheux                                   | DVD       |             |
| mars 2001                                | 2014     | M. Eric Archambault                                    |           |             |
| mars 2014                                | En cours | M. Jean-Baptiste Laurey Réélu pour le mandat 2020-2026 | DVD       | Agriculteur |
| Les données manquantes sont à compléter. |          |                                                        |           |             |

## Démographie

### Évolution démographique
L'évolution du nombre d'habitants est connue à travers les recensements de la population effectués dans la commune depuis 1793. Pour les communes de moins de 10 000 habitants, une enquête de recensement portant sur toute la population est réalisée tous les cinq ans, les populations de référence des années intermédiaires étant quant à elles estimées par interpolation ou extrapolation. Pour la commune, le premier recensement exhaustif entrant dans le cadre du nouveau dispositif a été réalisé en 2005.

En 2022, la commune comptait 91 habitants, en évolution de +5,81 % par rapport à 2016 (Aube : +0,7 %, France hors Mayotte : +2,11 %).
| 1793 | 1800 | 1806 | 1821 | 1831 | 1836 | 1841 | 1846 | 1851 |
| ---- | ---- | ---- | ---- | ---- | ---- | ---- | ---- | ---- |
| 325  | 314  | 310  | 276  | 267  | 261  | 256  | 249  | 255  |

| 1856 | 1861 | 1866 | 1872 | 1876 | 1881 | 1886 | 1891 | 1896 |
| ---- | ---- | ---- | ---- | ---- | ---- | ---- | ---- | ---- |
| 243  | 225  | 216  | 208  | 209  | 204  | 190  | 189  | 184  |

| 1901 | 1906 | 1911 | 1921 | 1926 | 1931 | 1936 | 1946 | 1954 |
| ---- | ---- | ---- | ---- | ---- | ---- | ---- | ---- | ---- |
| 170  | 160  | 118  | 100  | 115  | 100  | 96   | 85   | 83   |

| 1962 | 1968 | 1975 | 1982 | 1990 | 1999 | 2005 | 2006 | 2010 |
| ---- | ---- | ---- | ---- | ---- | ---- | ---- | ---- | ---- |
| 102  | 84   | 81   | 59   | 60   | 63   | 62   | 60   | 87   |

| 2015 | 2020 | 2022 | - | - | - | - | - | - |
| ---- | ---- | ---- | - | - | - | - | - | - |
| 83   | 85   | 91   | - | - | - | - | - | - |

### Pyramide des âges
La population de la commune est relativement jeune.
En 2018, le taux de personnes d'un âge inférieur à 30 ans s'élève à 40 %, soit au-dessus de la moyenne départementale (35,2 %). À l'inverse, le taux de personnes d'âge supérieur à 60 ans est de 21,1 % la même année, alors qu'il est de 27,7 % au niveau départemental.
En 2018, la commune comptait 43 hommes pour 45 femmes, soit un taux de 51,14 % de femmes, légèrement inférieur au taux départemental (51,41 %).
Les pyramides des âges de la commune et du département s'établissent comme suit.
| Hommes | Classe d’âge | Femmes |
| ------ | ------------ | ------ |
| 0,0    | 90 ou +      | 0,0    |
| 4,8    | 75-89 ans    | 11,6   |
| 14,3   | 60-74 ans    | 11,6   |
| 23,8   | 45-59 ans    | 16,3   |
| 16,7   | 30-44 ans    | 20,9   |
| 9,5    | 15-29 ans    | 9,3    |
| 31,0   | 0-14 ans     | 30,2   |

| Hommes | Classe d’âge | Femmes |
| ------ | ------------ | ------ |
| 0,8    | 90 ou +      | 2,1    |
| 7,4    | 75-89 ans    | 10,2   |
| 17,4   | 60-74 ans    | 18,4   |
| 19,4   | 45-59 ans    | 19     |
| 17,8   | 30-44 ans    | 17,3   |
| 18,3   | 15-29 ans    | 15,9   |
| 19     | 0-14 ans     | 17,1   |

## Lieux et monuments
- Église Saint-Parres de Praslin

## Personnalités liées à la commune
Le marquis de Praslin a été capitaine des gardes d'Henri IV